# Seznam madžarskih plavalcev
Seznam madžarskih plavalcev.

## A
- Lilla Minna Abraham
- Olivér Ágh

## B
- Péter Bernek
- Dávid Betlehem
- Bence Biczó
- Katalin Burián

## C
- László Cseh
- Gabriella Csépe
- Attila Czene

## D
- Tamás Darnyi
- Eva Dobar

## E
- Krisztina Egerszegi

## G
- Benjámin Grátz
- Károly Güttler
- Dániel Gyurta
- Gergely Gyurta

## H
- Alfréd Hajós
- Henrik Hajós
- Balázs Holló
- Katinka Hosszú

## J
- Zsuzsanna Jakabos
- Ádám Jászó

## K
- Boglárka Kapás
- Gergő Kis
- Tamás Kenderesi
- Ajna Késely
- Lara Komoróczy
- Hubert Kós
- Ágnes Kovács
- Benedek Kovács
- Rita Kovács
- Dominik Kozma

## L
- Dávid Lakatos
- Péter Lázár (1950-1980)

## M
- Gitta Mallasz
- Richárd Márton
- Kristóf Milák
- Dóra Molnár

## N
- Nándor Németh
- Éva Novák-Gerard
- Ilona Novák

## P
- Nikolett Pádár

## R
- Kristóf Rasovszky
- Éva Risztov
- Norbert Rózsa

## S
- Dalma Sebestyén
- Petra Senánszky
- Sebasztián Szabó
- Eszter Szabó-Feltóthy
- Éva Székely
- Nikolett Szepesi
- Liliána Szilágyi
- Anna Sztankovics

## T
- Ádám Telegdy

## U
- Panna Ugrai

## V
- Dávid Verrasztó
- Evelyn Verrasztó
- Jackl Vivien

## Z
- Sárkány Zalán
- Gábor Zombori